# Ель-Оро
Ель-Оро (ісп. El Oro) — провінція в Еквадорі.

## Географія
Провінція Ель-Оро знаходиться в південно-західній частині Еквадору, в Прибережному регіоні країни. На заході вона омивається водами Тихого океану, на її півдні проходить межа Еквадору і Перу. Площа її становить 5850 км². Адміністративний центр — місто Мачала.
Велика, західна частина провінції Ель-Оро припадає на родючу рівнину, в якій південна частина має сухим клімат, внаслідок течії Гумбольдта, інша ж частина лежить у вологих тропіках. Східна частина, біля кордону з провінцією Лоха, лежить у передгір'ї Анд і володіє м'яким кліматом. Тут можна зустріти рідкісні види птахів і орхідей, тут також знаходяться золоті родовища, що дали назву провінції (El Oro у перекладі з іспанської — золото).
На півдні Ель-Оро, поблизу кордону з Перу, знаходиться «кам'яний ліс» біля річки Пуянго — площею 27 км² район, покритий скам'янілими деревами висотою до 11 метрів, віком від 70 до 100 мільйонів років. Тут також знаходять численні залишки динозаврів та інших викопних тварин.
До складу провінції також входять архіпелаг Хамбелі і острів Санта-Клара.

## Історія
Провінція Ель-Оро була утворена 23 квітня 1884 року. У 1941 році, під час Перуансько-еквадорської війни, тут мали місце важкі бої між наступаючими перуанськими військами й еквадорськими частинами, які поступалися їм у чисельності та озброєнні. В результаті бомбардувань і артобстрілів місцевих міст і поселень провінції було завдано значної шкоди. Після напружених військових дій Ель-Оро була окупована перуанськими військами, які були виведені лише в 1942 році.
Префект провінції — Монтгомері Санчес. Призначається президентом Еквадору губернатор — Едгар Кордоба.

## Адміністративний поділ

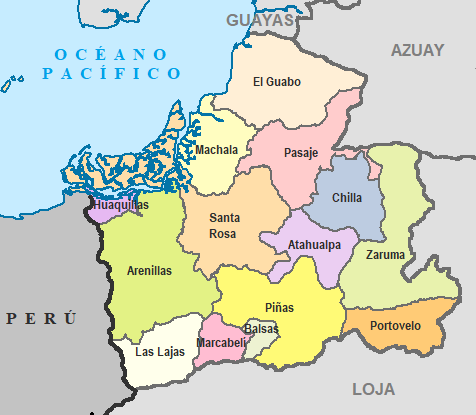
Кантони провінції Ель-Оро.

В адміністративному плані складається з 14 кантонів:
| №  | Прапор | Кантон                  | Населення, чол. (2001) | Адміністративний центр    |
| -- | ------ | ----------------------- | ---------------------- | ------------------------- |
| 1  |        | Аренільяс (Arenillas)   | 22 477                 | Аренільяс (Arenillas)     |
| 2  |        | Атауальпа (Atahualpa)   | 5 479                  | Пакча (Paccha)            |
| 3  |        | Бальсас (Balsas)        | 5 348                  | Бальсас (Balsas)          |
| 4  |        | Чилья (Chilla)          | 2 665                  | Чилья (Chilla)            |
| 5  |        | Ель-Гуабо (El Guabo)    | 41 078                 | Ель-Гуабо (El Guabo)      |
| 6  |        | Уакільяс (Huaquillas)   | 40 285                 | Уакільяс (Huaquillas)     |
| 7  |        | Лас-Лахас (Las Lajas)   | 4 781                  | Ла-Вікторія (La Victoria) |
| 8  |        | Мачала (Machala)        | 217 696                | Мачала (Machala)          |
| 9  |        | Марсабелі (Marcabelí)   | 4 930                  | Марсабелі (Marcabelí)     |
| 10 |        | Пасахе (Pasaje)         | 62 959                 | Пасахе (Pasaje)           |
| 11 |        | Піньяс (Piñas)          | 23 246                 | Піньяс (Piñas)            |
| 12 |        | Портовело (Portovelo)   | 11 024                 | Портовело (Portovelo)     |
| 13 |        | Санта-Роса (Santa Rosa) | 60 388                 | Санта-Роса (Santa Rosa)   |
| 14 |        | Сарума (Zaruma)         | 23 407                 | Сарума (Zaruma)           |

## Економіка
Провінція Ель-Оро є однією з провідних в Еквадорі зі зборів бананів. Тут вирощується у великій кількості також какао, а на сході провінції в передгір'ях — кава. Велике значення має також ловля та експорт креветок. Щорічно в Ель-Оро проводиться Всесвітній банановий ярмарок, на якому обирається «королева бананів». Через місцевий порт Пуерто-Болівар проходить 85 % еквадорського бананового експорту. У провінції зосереджені також підприємства з перероблення сільськогосподарської продукції та харчової промисловості.